# Alastair King
Alastair King, né le 5 novembre 1968, est un financier anglo-écossais, lord-maire de Londres de 2024 à 2025.

## Biographie
Fils de Jack King, ancien vice-président du Wolfson College à Cambridge, il est scolarisé à l'Oundle School avant de poursuivre ses études à l'université de Kent (nommé B.A.), puis à la London Business School (M.Sc).
Avocat de profession chez « Baker McKenzie », après son entrée aux marchés émergents en Asie, il établit en 2016 « Naisbitt King Asset Management Limited », une entreprise agréée et réglementée par la FCA.
Élu alderman depuis 2016 puis shérif de la Cité de Londres pour 2022/23, King est nommé en 2022 Deputy Lieutenant (DL) du Grand Londres.
En tant que lord-maire, il est porte-parole et promoteur des entreprises financières britanniques à l'étranger, ainsi qu'à accueillir, au gré du gouvernement de Sa Majesté, de banquets et de réseautage pour des invités étrangers au Guildhall et chez la Mansion House à la Cité.
King s'engage aux œuvres caritatives et est membre des vénérable compagnies des Maçons et des Forgerons, étant élu lord-maire de Londres pour entrer en fonction le 8 novembre 2024, alors que nommé chevalier dans l'ordre de Saint-Jean (KStJ).
Avant d'entrer en fonctions, le nouveau lord-maire participe au traditionnel défilé civique où, connu le Lord Mayor's Show, il traverse le cœur historique de Londres pour prêter serment de loyauté envers le souverain britannique en présence des juges de la Cour d'appel royale.
En 2024, King se marie avec Florence Walker.

## Distinctions honorifiques
- : Chevalier (KStJ) dans l'ordre de Saint-Jean (2025)[12]